# Hunnecum
Hunnecum is een Nederlands gehucht behorende bij de gemeente Beekdaelen in Zuid-Limburg. Het heeft ongeveer 80 inwoners en bestaat uit circa 30 boerderijen en huizen. Het gehucht is gelegen vlak ten westen van de kern Nuth, op het Plateau van Schimmert. Dwars door het plaatsje loopt de provinciale weg N298 van Valkenburg naar Hoensbroek. Een opvallend bouwwerk in Hunnecum is het spekhuis op huisnummer 1. De muren van dit gebouw van baksteen zijn gelardeerd met horizontale mergelspeklagen die wit geverfd zijn. Boven de poort van deze carréboerderij bevindt zich een sluitsteen met het jaartal 1824. Aan de rand van de bebouwing staat op de oude kruising van wegen tussen Hulsberg, Nuth, Grijzegrubben en Wijnandsrade een oud smeedijzeren veldkruis uit 1904. Op de kruising met de grote weg staat eveneens een wegkruisje.
Op een heuvel staat de windmolen van Hunnecum, gebouwd in 1882. Het is een van de weinige windmolens die Zuid-Limburg rijk is.
Tot 1938 lag aan de toenmalige Rijksweg Nuth-Meerssen in Hunnecum de boerderij van de families Somers-Erven en later Somers-Pinckaerts. De boerderijpoort rechts op de foto was de ingang naar het woonhuis van de familie Somers-Pinckaerts. In de jaren 30 is een autobus tegen deze boerderijpoort aangereden waardoor de poort vernieuwd moest worden. Aan de voorgevel was de PTT-brievenbus bevestigd. Het woonhuis van familie Somers-Pinckaerts lag op nummer 15. In 1938 werd de boerderij in verband met een verbreding van de Rijksweg afgebroken.
Tijdens de rioleringswerkzaamheden van het project Reconstructie Hunnecum werden in de week van 16 september 2010 restanten gevonden van de in 1938 afgebroken boerderij van de families Somers-Erven en Somers-Pinckaerts. De kelder van deze boerderij werd bij de afbraak in 1938 met zand gevuld. Tijdens de reconstructie stuitte de aannemer op de restanten van de kelder.

## Bekende inwoners
- Gabriela Schloesser-Bayardo, Boogschutster, zilver op Olympische Spelen 2020 in gemengd dubbel in Tokyo

## Fotogalerij

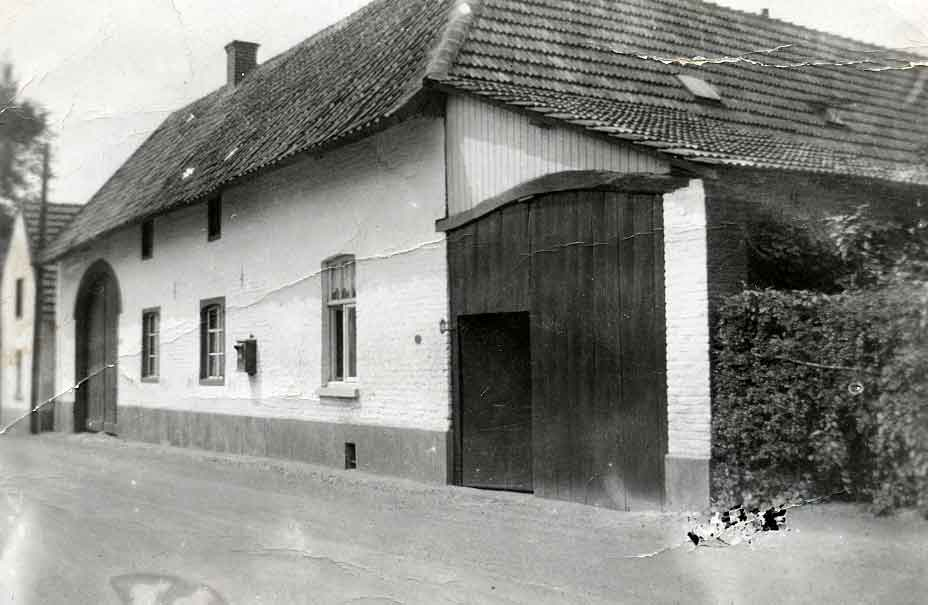
De in 1938 afgebroken boerderij van familie Somers
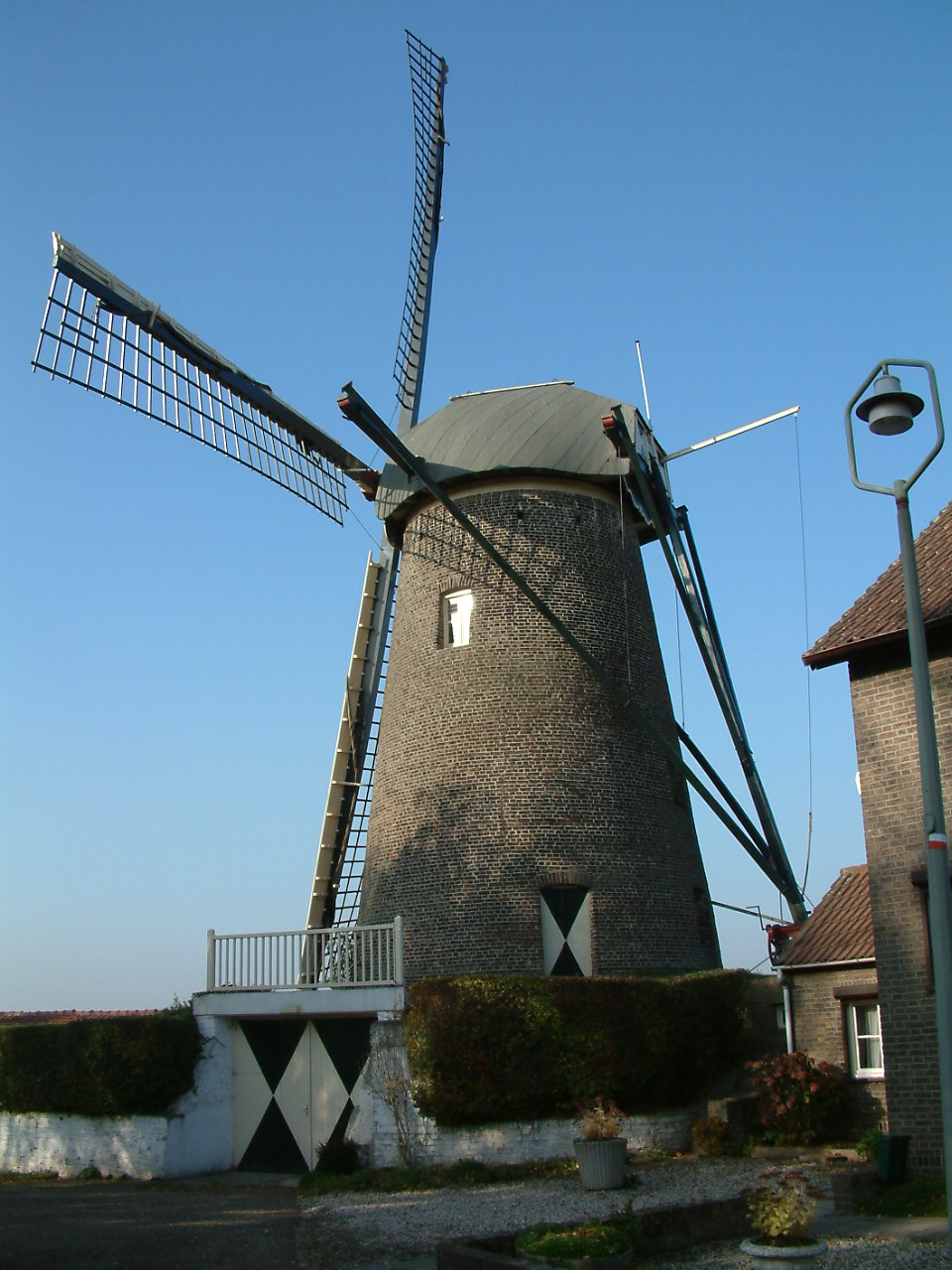
Windmolen van Hunnecum
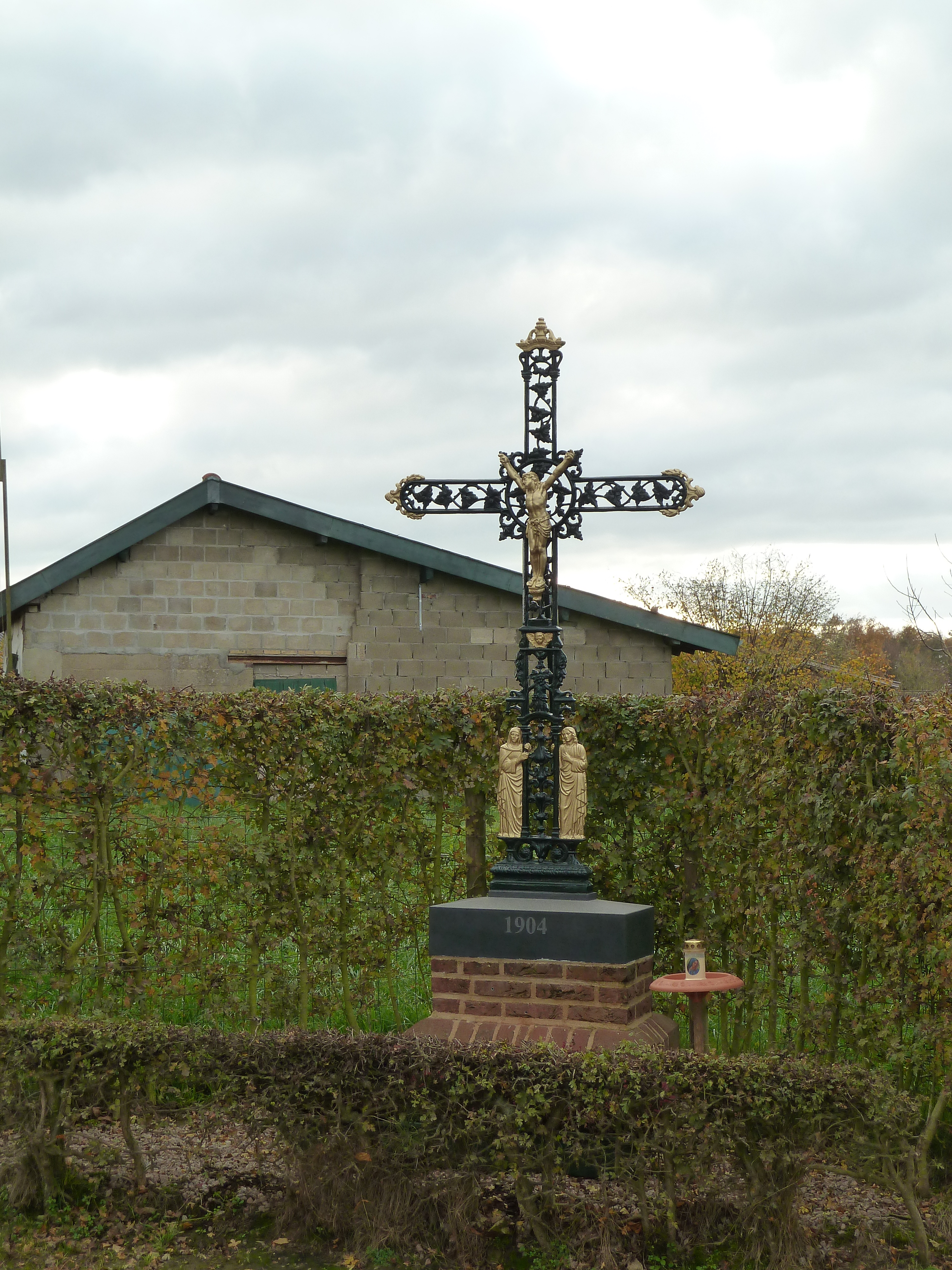
Wegkruis

Dorpen: Aalbeek · Amstenrade · Arensgenhout · Bingelrade · Doenrade · Hulsberg · Jabeek · Merkelbeek · Nuth · Oirsbeek · Puth · Schimmert · Schinnen · Schinveld · Sweikhuizen · Vaesrade · Wijnandsrade

Buurtschappen en gehuchten: Bovenste Puth · Brand · Breinder · Brommelen · Daniken (deels) · Douvergenhout · Etzenrade · Gracht · Grijzegrubben · Haasdal · Hegge · Heisterbrug · Helle · Hellebroek · Hommert · Hunnecum · Kamp · Kathagen · Klein-Doenrade · Kleingenhout · Kling · Kruis · Laar · Leeuw · Nagelbeek · Nierhoven · Oensel · Onderste Puth · Op de Bies · Op den Hering · Oppeven · Reuken · Swier · Terstraten · Tervoorst · Thull · Viel · Vink · Wintraak · Wissengracht · Wolfhagen

Limburg: Steden en dorpen      Nederland: Provincies · Gemeenten